# Eremitskinn
Eremitskinn (Hyphoderma orphanellum) är en svampart som först beskrevs av Bourdot & Galzin, och fick sitt nu gällande namn av Donk 1957. Eremitskinn ingår i släktet Hyphoderma och familjen Meruliaceae.  Arten är reproducerande i Sverige. Inga underarter finns listade i Catalogue of Life.